# 蕾斯萊莉婭娜的鍊金工房 ～忘卻的鍊金術與極夜的解放者～
《蕾斯萊莉婭娜的鍊金工房 ～忘卻的鍊金術與極夜的解放者～》是由光榮特庫摩遊戲和Akatsuki Games共同製作的電子角色扮演遊戲。於2023年9月23日推出。
以鍊金術為題材的「鍊金工房系列」的第25款正傳作品（不包括衍生作品）。這也是首次作為手機遊戲加入正統編號的作品。
遊戲吸收了歷代「工房系列」的要素，包括收集、調合和戰鬥等，同時也經過調整以適應手機遊戲方式。

## 概要
遊戲由光榮特庫摩遊戲公司旗下子公司Gust和Team NINJA開發，營運方面由擁有長期運營手機遊戲經驗的Akatsuki Games共同進行。
2023年11月20日官方公布國際版上線預告預定2024年開服，並支援英文、繁體中文、簡體中文，於2024年1月25日發布。
2024年8月31日 Akatsuki Games 退出開發、營運體制。
2024年9月27日 官方在「コーエーテクモLIVE! in TGS2024」東京電玩展直播發表會上，宣布2025年，預計將發售與本作共享世界觀的家用遊戲機向作品《紅色的鍊金術士和白色的守護者 ～蕾斯萊莉婭娜的鍊金工房～》。
2025年1月27日官方宣佈，《蕾斯萊莉婭娜的鍊金工房》國際版於2025年3月28日停止營運。
2025年3月6日，隨著主線故事第二部的開始，官方宣布將遊戲標題更名為《蕾斯萊莉婭娜的鍊金工房 ～千國與萬物的管理者～》。

## 遊戲背景
很久以前，蘭塔納大陸上空出現了一顆彗星。人們利用這顆彗星釋放的神秘能量，研發出一種超凡的技術，名為鍊金術。這門神秘的技術被王國的人民視為一種神賜的恩典，使得整個蘭塔納王國繁榮昌盛。
然而，隨著彗星的能量逐漸消逝，鍊金術士們失去了他們的能源，王國的繁榮也隨之消失。人們對於鍊金術的記憶逐漸模糊，這門曾經傳承千年的神秘技術也逐漸從歷史上消失。
時間流逝，故事的焦點轉向了兩位少女，蕾斯娜和瓦萊莉婭。蕾斯娜是一位對鍊金術充滿熱情的少女，她在鍊金術中找到了希望，為了尋找埋藏奇蹟之源的「終極大陸」，踏上了前往王都的旅程。而另一方面，失去記憶的瓦萊莉婭則在貧民窟中掙扎求生，成為了「月影會」的一員，以冒險者的身份在黑暗的世界中生存。
然而，在她們的冒險旅程中，神秘的組織「極夜的鍊金黨」開始浮出水面。這個神秘組織的目的不明確，但它的出現使得整個大陸充滿了不安和危險。兩位少女的命運將與這個神秘組織緊密相連，她們將不得不面對各種挑戰，揭開大陸上隱藏的真相。

## 遊戲系統
《鍊金工房》系列遊戲以華麗的3D技術聞名，角色栩栩如生，為玩家帶來驚豔的視覺饗宴。這款遊戲針對手機平台進行優化，操作簡便易上手，並保留了系列的經典特色。玩家可以在遊戲中透過調合系統製作道具和裝備，享受無窮的創造樂趣。
遊戲中的「成長星圖」強化系統，能幫助玩家提升角色能力，打造最強的冒險隊伍。此外，時間軸指令戰鬥系統結合了簡單的操作與華麗的技能演出，增添了戰鬥的趣味性。玩家還可以利用「效果面板」來制定戰略，挑戰各種不同的敵人，進一步提升遊戲的深度和挑戰性。

## 角色列表

### 主要角色
蕾斯娜・修特涅利希特（聲：白砂沙帆）
本作的主角。見習鍊金術士。對鍊金術充滿熱忱且知識豐富，有著「鍊金術狂熱者」的一面。
瓦萊莉婭（聲：沼倉愛美）
本作的另一位主角。喪失記憶的戰鬥高手。戰鬥能力一流，與同伴海蒂從事各種苦力工作維生。失去昔日的記憶，時刻不忘探尋自己的真實身分。
伊札娜‧柯克西卡（聲：田中美海）
天真爛漫的獸人少女，是蕾斯娜的摯友。自幼夢想成為騎士。受其鐵匠職人父親的影響，使用巨大的錘子作為武器。對錘子情有獨鍾。
薩絲琪亞（聲：能登麻美子）
蕾斯娜的鍊金術老師。雖然性格開朗灑脫，對私生活漫不經心，經常需要蕾斯娜照顧。
羅曼（聲：廣瀨裕也）
自稱「帥氣的冒險者」，和蕾斯娜在王都相遇。自願與蕾斯娜等人同行。
尤娜‧維茨（聲：長谷川育美）
隸屬於「白夜騎士」，他們在王國騎士中屬於職責相當重大的一群，負責護衛王族及清除危險魔物等等。她在蘭塔納是名聲響亮的「獵龍者」，甚至還有以她為題材的冒險故事。雖然英氣凜然又沉默寡言，但內心很溫柔，十分關懷人民。
海蒂（聲：大空直美）
瓦萊莉婭的夥伴。經常得意忘形，不擅戰鬥但身手矯健，於戰術方面是協助瓦萊莉婭的左右手。
芙洛可‧契爾哈（聲：大野柚布子）
活力充沛的行商少女。和瓦萊莉婭、海蒂同住。
藍澤‧達赫（聲：小西克幸）
嗜酒如命的前船員。性格狂野，名噪一時的船員，但經歷某件事情後每日沉浸在酒精中不能自拔

### 月影會
烏鴉（聲：芹澤優）
一直帶著面具的女孩。總是從影子開始出現，並且和影子融為一體後消失的神出鬼沒的女孩，人們因為害怕她而稱她為“烏鴉”。

### 極夜的鍊金黨
拉拉‧特羅克爾（聲：愛原ありさ）
看起來像貴族的鍊金術士。只是為了自己的慾望而使用鍊金術的她與蕾斯娜認為鍊金術是為了讓人們快樂的想法產生對立。
傑隆‧迪賽爾（聲：中村悠一）
身體有一部分變成野獸的鍊金術士。話不多，為了自己的目的不惜用己身的力量壓倒對手。
安潔（聲：石見舞菜香）
仰慕克莉賽爾達並視其為朋友。
瓦爾特（聲：平川大輔）
擁有研究者的特質，並不斷追求新的知識。
克莉賽爾達（聲：伊藤静）
『極夜的鍊金黨』的首腦，為了達成目的，在各地進行素材的獨占。

## 開發

### 初期
《蕾斯萊莉婭娜的鍊金工房 ～忘卻的鍊金術與極夜的解放者～》是由光榮特庫摩旗下的Gust、Team NINJA，以及Akatsuki Games共同開發的一款全新手機遊戲。這個專案的起源來自Gust，希望能開發一款全新的《鍊金工房》系列手機遊戲。為了創造更高品質的遊戲體驗，團隊決定邀請過去開發《生死格鬥 沙灘排球 維納斯假期》的作田隊伍共同開發。這個想法甚至從討論「沙灘排球」類型遊戲開始，但最終還是回到了以RPG為核心的方向發展。
在進行專案討論時，考慮到手機遊戲市場的規模化及複雜度，Gust選擇與擁有豐富運營經驗的Akatsuki Games合作。Akatsuki Games也表示，看到《鍊金工房》系列累積多年的魅力與角色後，他們對參與這個專案感到非常興奮，並相信《鍊金工房》能在競爭激烈的手機遊戲市場中立足。

### 開發
在最新的《鍊金工房》系列手機遊戲開發中，團隊致力於在保持系列特色的同時，實現適合手機平台的遊戲體驗。根據開發者的說法，本作的核心系統包括採集、調合和戰鬥等《鍊金工房》系列的經典元素，並且這些元素都經過專門的手機優化處理。
這個專案實際上在3～4年前開始運作，當時正值《萊莎的鍊金工房》第一部發售和第二部開發期間。他們分析了當時正在營運的《鍊金工房Online》的數據，思考如何吸引更多未曾接觸過該系列的玩家。
在角色分工方面，最初是光榮特庫摩負責客戶端開發與資源製作，而Akatsuki Games負責伺服器和遊戲運營。然而，隨著開發的推進，三家公司逐漸形成了一個混成團隊，互相協作並進行調整。
在3D模型的製作上，開發團隊一開始就決定要以極高品質的3D模型來吸引玩家。當時，手機遊戲市場的競爭越來越激烈，視覺上的突破變得非常重要。不過，開發過程中也進行了一次大幅度的方向調整，原本的美術風格是常見的動畫風格的3D圖形技術（cell look或Cel Shading），但由於該風格的手機遊戲數量不斷增多，他們決定轉向更具溫暖感的視覺表現，符合《鍊金工房》系列的核心特質。
團隊對3D模型的臉部表情、眼神等細節也進行了深入的討論與調整，讓角色能展現更加生動的表情。Akatsuki Games團隊過去主要專注於2D遊戲，在轉型3D遊戲的過程中學習到許多，特別是在如何保持遊戲節奏與視覺體驗之間的平衡。
開發者強調，調合系統作為《鍊金工房》系列的重要部分，已被巧妙地整合進了遊戲的循環機制中。無論是從未接觸過《鍊金工房》系列的新手，還是老玩家，都可以輕鬆上手，同時遊戲也設計了深入的內容，讓希望深入體驗的玩家能夠盡情享受其中的挑戰。
開發過程中，團隊針對手機平台的需求進行了多次調整和改進。雖然是一款手機遊戲，但開發者們力求保留《鍊金工房》系列的獨特魅力，經過反覆的試驗和打磨，最終達到了令人滿意的效果。
本作的故事中，主角蕾斯娜將以“盡頭的大陸”為目標展開冒險，玩家將以某個城鎮作為主要據點，從這裡出發探索世界各地。開發者指出，為了讓玩家能夠隨時隨地輕鬆遊玩，遊戲設計考量了碎片化時間的使用，同時也提供了豐富的內容，讓玩家可以深入沉浸其中。
雖然開發者們強調，這些系統將會完美適應手機平台，確保既容易上手又具挑戰性。同時他們也表示，未來仍將繼續在家用主機平台推出《鍊金工房》系列的正統續作，但針對手機遊戲的最佳系統設計已經進行了周密的考量與實施。

## 製作團隊
- 劇情原案・系列構成・腳本監修：TAKAHIRO
- 鍊金工房系列監修：吉池真一
- 角色設計：海鵜Geso、tokki
- 角色設計・服裝設計：NOCO
- 開發、營運：KOEI TECMO GAMES CO., LTD.、Akatsuki Games Inc.

## 主題曲
- 第一部《最果てへ》 主唱：reche 、作詞：柿沼雅美 、作曲編曲：水上浩介
- 第二部《祈りのかたち》 主唱：reche 、作詞：Haggy Rock 、作曲編曲：Aira

## 外部連結
- 官方网站
- 日文版的X（前Twitter）（日語）
- 繁體中文版的Facebook專頁（繁體中文）
- 英文版的X（前Twitter）（英文）